# Aeroportul Sta. Rosa De Conlara
Aeroportul Sta. Rosa De Conlara (IATA: RLO, ICAO: SAOS) este un aeroport din Argentina ce deservește zona Santa Rosa de Conlara⁠(d). Aeroportul a fost tranzitat în martie 2021 de 0 pasageri.
Situat la o altitudine de 617 m, aeroportul dispune de o singură pistă.